# Dolní Újezd (Pardubice)
Dolní Újezd é uma comuna checa localizada na região de Pardubice, distrito de Svitavy.